# Keith Shine
Keith Peter Shine (* 19. April 1958 in Birmingham) ist ein englischer Meteorologe und Hochschullehrer an der University of Reading. Seit dem 1. Oktober 2013 ist Shine der erste Regius Professor in Meteorology and Climate Science, einer 2013 durch Königin Elizabeth II. anlässlich ihres diamantenen Thronjubiläums gestifteten Regius-Professur.

## Leben und Wirken
Der Sohn von Sylvia Oderberg und Isaac Sol Shine besuchte die Halesowen Grammer School in Birmingham und wechselte für ein Studium der Physik an das Imperial College London, wo er 1978 mit einem Bachelor of Science abschloss. Für sein weiteres Studium wechselte Shine an die University of Edinburgh, wo er 1981 zum Ph.D. promoviert wurde. Nach Aufenthalten an der University of Liverpool (1981–1983) und der University of Oxford (1983–1988) nahm Shine 1988 seine Tätigkeit an der University of Reading auf. 1998 wurde er zum Professor berufen. Shine war einer der Hauptautoren des zweiten Berichts des Intergovernmental Panel on Climate Change (IPCC).

## Forschung
Shine untersucht den Einfluss des Menschen auf das Klima, insbesondere auf die menschen-induzierten Klimaveränderungen. Er legt ein besonderes Augenmerk der Wirkung von Wasserdampf in der Atmosphäre auf das Strahlungsbudget der Erde. Weitere Forschungen betreffen die Halogenverbindungen in der Atmosphäre und die Wirkung von Wasserstoff, der im Rahmen einer Wasserstoffwirtschaft vermehrt bei technischen Prozessen freigesetzt werden kann. Insbesondere die physikalischen Messungen liegen im Fokus des Wissenschaftlers, der seit 1995 eng mit dem IPCC zusammenarbeitet.

## Ehrungen
Seit 2009 ist Shine Fellow der Royal Society. 1921 wählte die American Geophysical Union Shine ebenfalls zum Fellow.